# Anatoliy Herey
Anatoliy Herey (en ukrainien : Анатолій Герей), né le 31 mars 1989 à Oujhorod, extrême ouest de la RSS d'Ukraine, est un escrimeur ukrainien. Il pratique l'épée en compétition.

## Carrière
Élevé dans une famille d'escrimeur ayant représenté l'Union soviétique, Herey débute naturellement dans ce sport dès 1996. Également passionné de musique, il joue durant ses jeunes années de la guitare basse dans un groupe, avant que son père, décelant en lui un grand potentiel dans l'escrime, ne le pousse à choisir entre les deux. Durant ses jeunes années, Herey se hisse au deuxième rang mondial chez les juniors, porté par sa médaille d'argent aux championnats du monde junior de 2009 à Belfast.
Ses premiers pas en sénior ont lieu durant la saison de coupe du monde 2008-2009. En 2010, il décroche un podium à Buenos Aires (3e). Mais ses résultats en individuel restent néanmoins en dessous des espoirs fondés en lui après ses débuts prometteurs en juniors. Il remporte cependant trois tournois satellite (Belgrade, Ashkelon et Oslo) entre 2011 et 2013. 
Avec l'équipe d'Ukraine, Herey obtient de meilleurs résultats, en premier lieu aux championnats d'Europe (deux médailles de bronze, en 2012 et 2013), puis aux championnats du monde. Durant l'édition 2013 à Budapest, l'Ukraine domine la Russie, puis la République tchèque et la France, mais chute contre la Hongrie, pays hôte, en finale (38-42). Cette médaille d'argent constitue alors la meilleure performance de tous les temps de l'équipe d'Ukraine en épée masculine. Ce record est amélioré, deux ans plus tard, alors que l'Ukraine décroche le titre mondial aux championnats du monde 2015 à Moscou, battant la Russie en minute de priorité (34-33) puis l'Italie (15-11) et enfin la Corée du Sud (34-24).

## Palmarès
- Championnats du monde d'escrime
  -  Médaille d'or par équipes aux championnats du monde d'escrime 2015 à Moscou
  -  Médaille d'argent par équipes aux championnats du monde d'escrime 2013 à Budapest

- Championnats d'Europe d'escrime
  -  Médaille de bronze par équipes aux championnats d'Europe d'escrime 2016 à Toruń
  -  Médaille de bronze par équipes aux championnats d'Europe d'escrime 2013 à Zagreb
  -  Médaille de bronze par équipes aux championnats d'Europe d'escrime 2012 à Legnano

## Classement en fin de saison
| Année | 2009 | 2010 | 2011 | 2012 | 2013 | 2014 | 2015 |
| ----- | ---- | ---- | ---- | ---- | ---- | ---- | ---- |
| Rang  | 308  | 84   | 40   | 40   | 65   | 34   | 61   |